# Раковище
Раковище (укр. Раковище) — село в Радеховской городской общине Шептицкого района Львовской области Украины.
Население по переписи 2001 года составляло 98 человек. Занимает площадь 0,829 км². Почтовый индекс — 80252. Телефонный код — 3255.

## История
В 1946 г. Указом ПВС УССР хутор Раковиско переименован в Раковище.